# Vollenhovia loboii
Vollenhovia loboii är en myrart som beskrevs av Mann 1919. Vollenhovia loboii ingår i släktet Vollenhovia och familjen myror. Inga underarter finns listade i Catalogue of Life.